# Hollywood Cemetery
Le Hollywood Cemetery est un cimetière situé à Oregon Hill (en) près de Richmond en Virginie.
Le site se caractérise par des collines et des sentiers surplombant la James River.
Il est le lieu de sépulture de deux des présidents des États-Unis, James Monroe et John Tyler, ainsi que du président des États confédérés d'Amérique, Jefferson Davis. C'est aussi le lieu de repos de 28 généraux confédérés dont George Pickett et James Ewell Brown Stuart.
Son importance historique fait qu'il est inscrit au Registre national des lieux historiques.

## Liste des personnalités connue inhumée et leurs familles

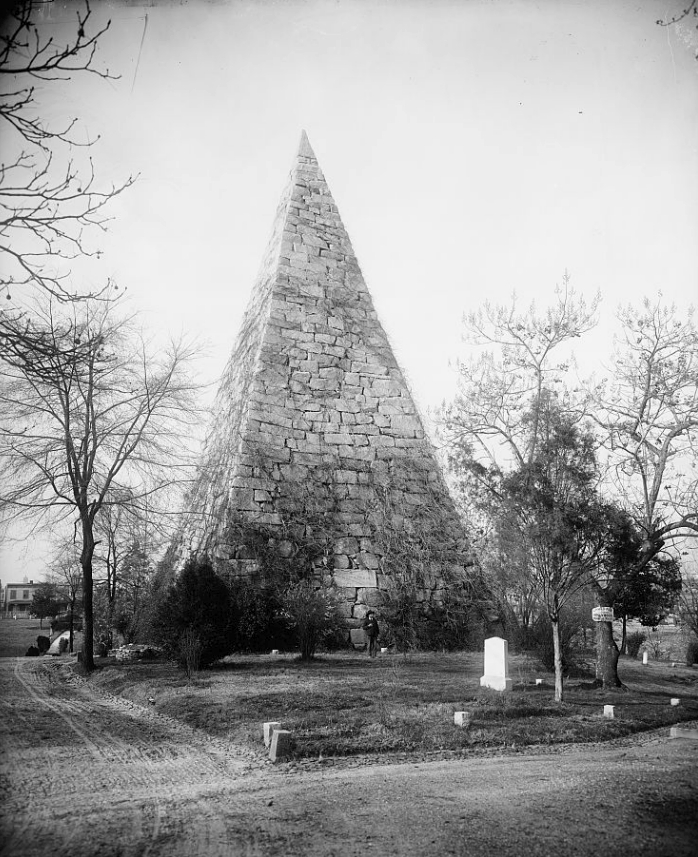
Pyramid, built as a memorial to Confederate enlisted men.

(Remarque : il s'agit d'une liste partielle.)
- Haut – A
- B
- C
- D
- E
- F
- G
- H
- I
- J
- K
- L
- M
- N
- O
- P
- Q
- R
- S
- T
- U
- V
- W
- X
- Y
- Z

## A
- Alden Aaroe (1918–1993), journaliste audiovisuel
- Carl William Ackerman (1890-1970), journaliste américain, auteur et administrateur éducatif, le premier doyen de la Columbia School of Journalism
- Otway Allen (1851-1911), promoteur immobilier, promoteur de Monument Avenue
- Joseph R. Anderson (1813–1892), ingénieur civil, industriel, soldat
- T. Coleman Andrews (1899-1983), Commissioner of Internal Revenue, candidat présidentiel du parti de la Constitution en 1956
- James J. Archer (1817–1864), général confédéré de la guerre de Sécession
- Grace Evelyn Arents (1848–1926), philanthrope, nièce de Lewis Ginter

## B
- William Barret (1786–1871), homme d'affaires, fabricant de tabac considéré l'homme le plus riche de Richmond
- Benjamin Barrett, artiste, poète, écrivain
- Frances Hayne Beall (ca. 1820–?), épouse de Lloyd J. Beall, fille du sénateur de Caroline du Sud Arthur P. Hayne
- Lloyd J. Beall (1808–1887), officier américain est trésorerie de l'US Army, commandant du Confederate States Marine Corps
- Edyth Gertrude Carter Beveridge (1862-1927), journaliste, photojournaliste
- Frederic W. Boatwright (1868–1951), président de l'Université de Richmond (1895–1946)
- Kate Langley Bosher (1865-1932), auteur, suffragette
- Thomas Alexander Brander (1839-1900), officier confédérée, leader de l'United Confederate Veterans
- John Fulmer Bright (1877-1953), politicien, physicien
- William W. Brock Jr. (1912–2003), brigadier général : seconde guerre mondiale, principal de la Thomas Jefferson High School pendant 18 ans de Richmond
- John M. Brockenbrough (1830–1892), colonel confédéré et commandant de brigade à Gettysburg
- Dave Brockie (1963–2014) musicien, peintre, auteur, et acteur. Brockie a fait le portrait d'Oderus Urungus, le chanteur de Metal band Gwar
- Benjamin Thomas Brockman (1831-1864), marchant et officier confédéré
- Charles Bruce (1826-1896), homme d'affaires, bâtisseur du Staunton Hill, père de Charles Morelle Bruce et du sénateur des États-Unis William Cabell Bruce

## C
- James Branch Cabell (1879–1958), écrivain.
- James E. Cannon (1873–1942), sénateur de l'État de Virginie (1914–1923).
- John Samuels Caskie (1821–1869), membre du Congrès des États-Unis (1851–1859).
- Ralph T. Catterall (1897–1978), juge, Virginia State Corporation Commission (1949–1973).
- Robert H. Chilton (1815–1879), officier de l'US Army, général confédéré de la guerre de Sécession
- Philip St. George Cocke (1809–1861), général confédéré de la guerre de Sécession
- Raleigh Edward Colston (1825–1896), général confédéré de la guerre de Sécession et professeur à la VMI
- Asbury Christian Compton (1929–2006), juge à la cour suprême de Virginie (1974–2000).
- John Rogers Cooke (1833–1891), général confédéré de la guerre de Sécession
- Edward Cooper (1873–1928), membre du Congrès des États-Unis (1915–1919).
- Jabez Lamar Monroe Curry (1825–1903), membre des Congrès des États-Unis et confédéré, vétéran de la guerre de Sécession, et président du Howard College en Alabama et du Richmond College en Virginia. Sa statue est dans le Statuary Hall du capitole des États-Unis.

## D

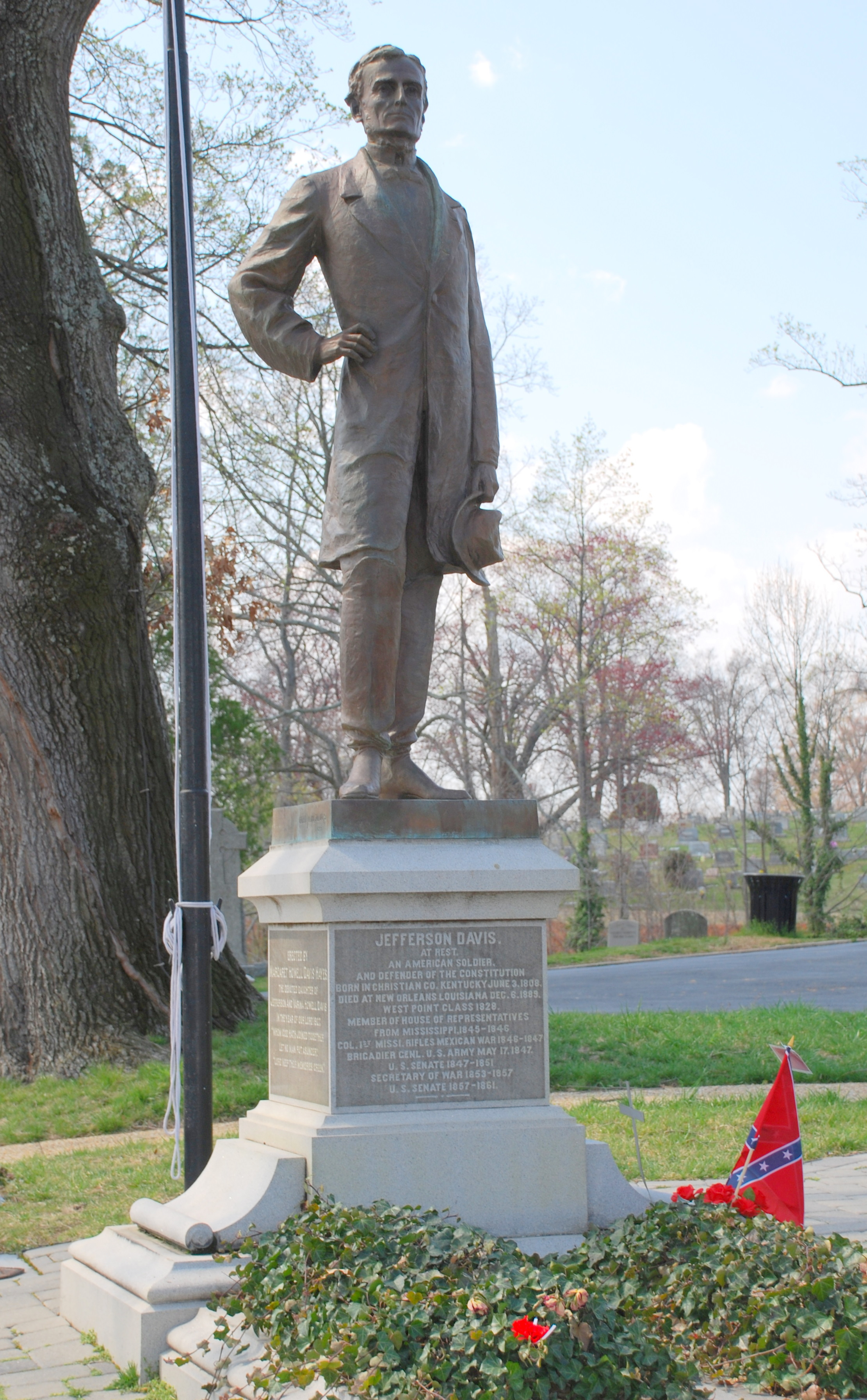
Tombe de Jefferson Davis.

- Virginius Dabney (1901–1995) auteur, journaliste, rédacteur en chef du The Richmond Times Dispatch de 1936 à 1969, récipiendaire du prix Pulitzer
- Peter V. Daniel (1784–1860), U.S. Supreme Court Associate Justice
- Robert Williams Daniel (1884–1940), sénateur de Virginie et survivant du Titanic. Père de Robert Daniel.
- Robert Daniel (1936–2012), représentant des États-Unis de Virginie. Fils de Robert Williams Daniel.
- Jefferson Davis (1808–1889), président des États confédérés d'Amérique.
- Varina Anne « Winnie » Davis (1864-1898), auteur, fille de Jefferson Davis
- Varina Howell Davis, (1826–1906), auteur mieux connue comme la première dame des CSA, épouse de Jefferson Davis
- Stephen Potter De Mallie (1923–2008) officier de l'US Navy.

## E
- Tazewell Ellett (1856–1914), représentant des États-Unis de Virginie
- Joseph Black Elliott, Sr. (1904–1988), Executive Vice-President/Radio Corporation of America (RCA) responsable du la division Consumer Product
- James Taylor Ellyson (1847–1919), lieutenant gouverneur de Virginie (1906–1918)

## F
- Douglas Southall Freeman (1886–1953), journaliste et historien. Il est l'auteur des biographies de George Washington et de Robert E. Lee. il y a aussi une high school locales qui porte son nom.

## G

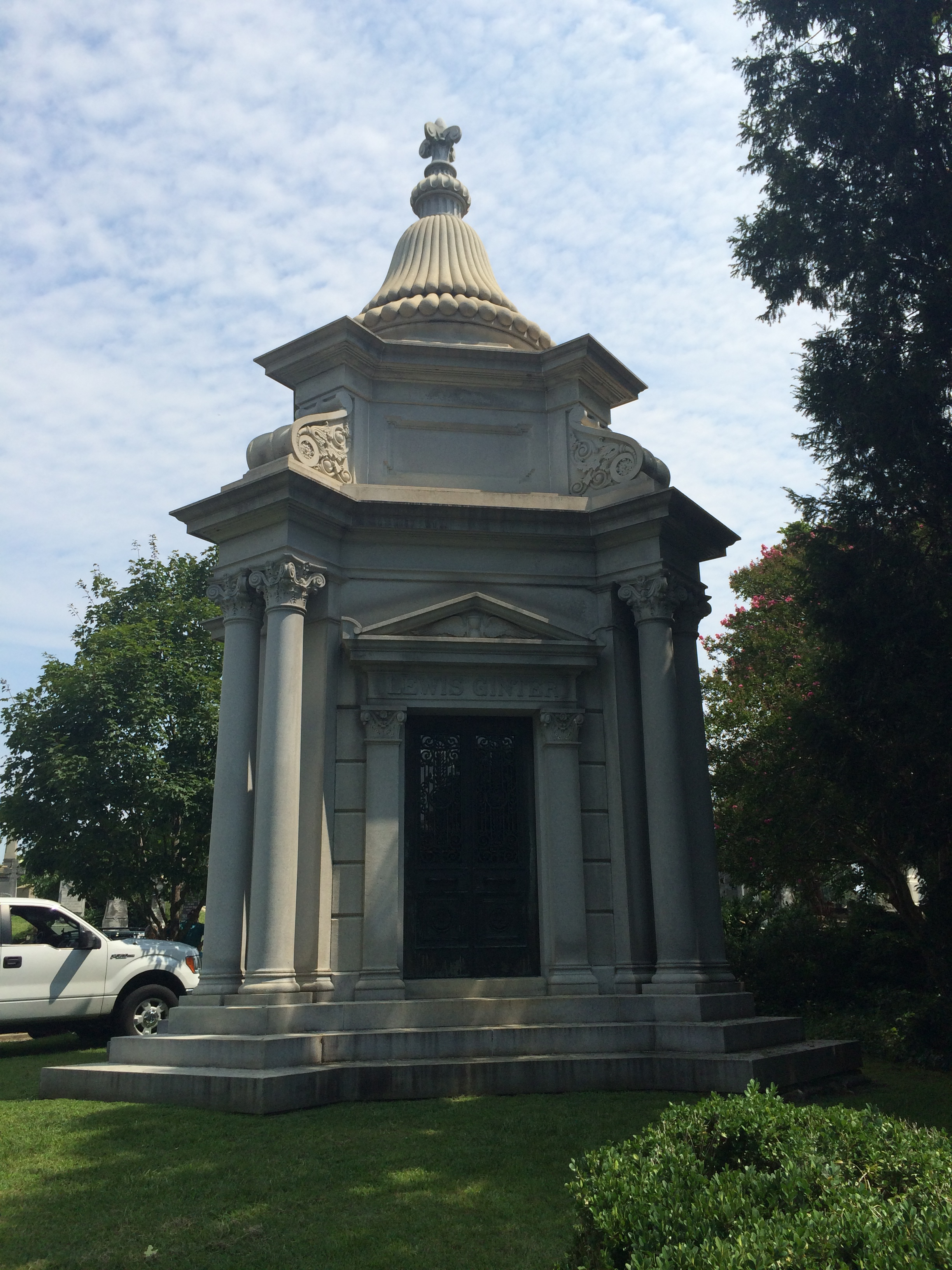
Lewis Ginter's grave at Hollywood Cemetery

- Richard B. Garnett (1817–1863), officier de l'US Army et général confédéré de la guerre de Sécession tué à la bataille de Gettysburg
- Julian Vaughan Gary (1892–1973), membre du Congrès des États-Unis (1945–1965)
- Robert Atkinson Gibson (d. 1919), évêque du diocèse épiscopal de Virginie (1902–1919).
- Lewis Ginter (1824–1897), fabricant de tabac, philanthrope
- Ellen Glasgow (1873–1945), écrivain, récipiendaire du prix Pulitzer
- James M. Glavé (1933–2005), architecte, père de l'Architectural Adaptive-Reuse Movement.
- Thomas Christian Gordon, Jr. (1915–2003), Justice, Cour suprême de Virginie (1965–1972)
- Maria Hester (Monroe) Gouverneur (1804-1850), fille du président James Monroe
- Peachy Ridgway Grattan (1801–1881), avocat et reporter juridique.
- William Green (1806–1880), avocat.
- Charles Philip Gruchy (mort en 1921), Private, 3rd Battalion, Canadian Infantry – seule tombe de guerre du commonwealth britannique dans le cimetière[1].
- Walter Gwynn (1802-1882), général confédéré de la guerre de Sécession

## H
- James Dandridge Halyburton (1803–1879), juge U.S. et confédéré, district est de Virginie (1843–1865)
- David Bullock Harris (1814-1964), colonel confédéré de la guerre de Sécession
- John Harvie (1742–1807), avocat et constructeur, délégué au Congrès Continental, signataire des articles de la Confédération
- William Wirt Henry (1831–1900), avocat, membre de l'assemblée générale de Virginie, président de l'Am. Historical Association (1890–1891)
- Louis Shepard Herrink (1892–1965), avocat et professeur de droit
- Henry Heth (1825–1899), officier de l'US Army et général confédéré de la guerre de Sécession, a participé à la bataille de Gettysburg
- Ambrose Powell Hill (1825-1865), général confédéré de la guerre de Sécession
- Eppa Hunton (1822–1908), représentant des États-Unis et sénateur, brigadier général confédéré de la guerre de Sécession

## I
- John D. Imboden (1823–1895), avocat, professeur, législateur de Virginie, général confédéré de cavalerie

## J
- Edward Johnson (1816–1873), officier de l'US Army et général confédéré de la guerre de Sécession.
- Mary Johnston (1870–1936), écrivain et féministe.
- David Rumph Jones (1825–1863), officier de l'US Army et général confédéré de la guerre de Sécession.
- Samuel Jones (1819–1887), US. Army, général confédéré de la guerre de Sécession.

## K
- Wythe Leigh Kinsolving (1878–1964), prête épiscopal, écrivain, poète, avocat politique.

## L
- John Lamb (1840–1924), membre du Congrès des États-Unis (1897–1913).
- Fitzhugh Lee (1835–1905), général confédéré de cavalerie, gouverneur de Virginie, diplomate, général de l'US Army lors de la guerre hispano-américaine et neveu du général Robert E. Lee.
- Thomas M. Logan (1840-1914), général confédéré de la guerre de Sécession
- James Lyons (1801-1882), politicien, membre du Congrès confédéré

## M

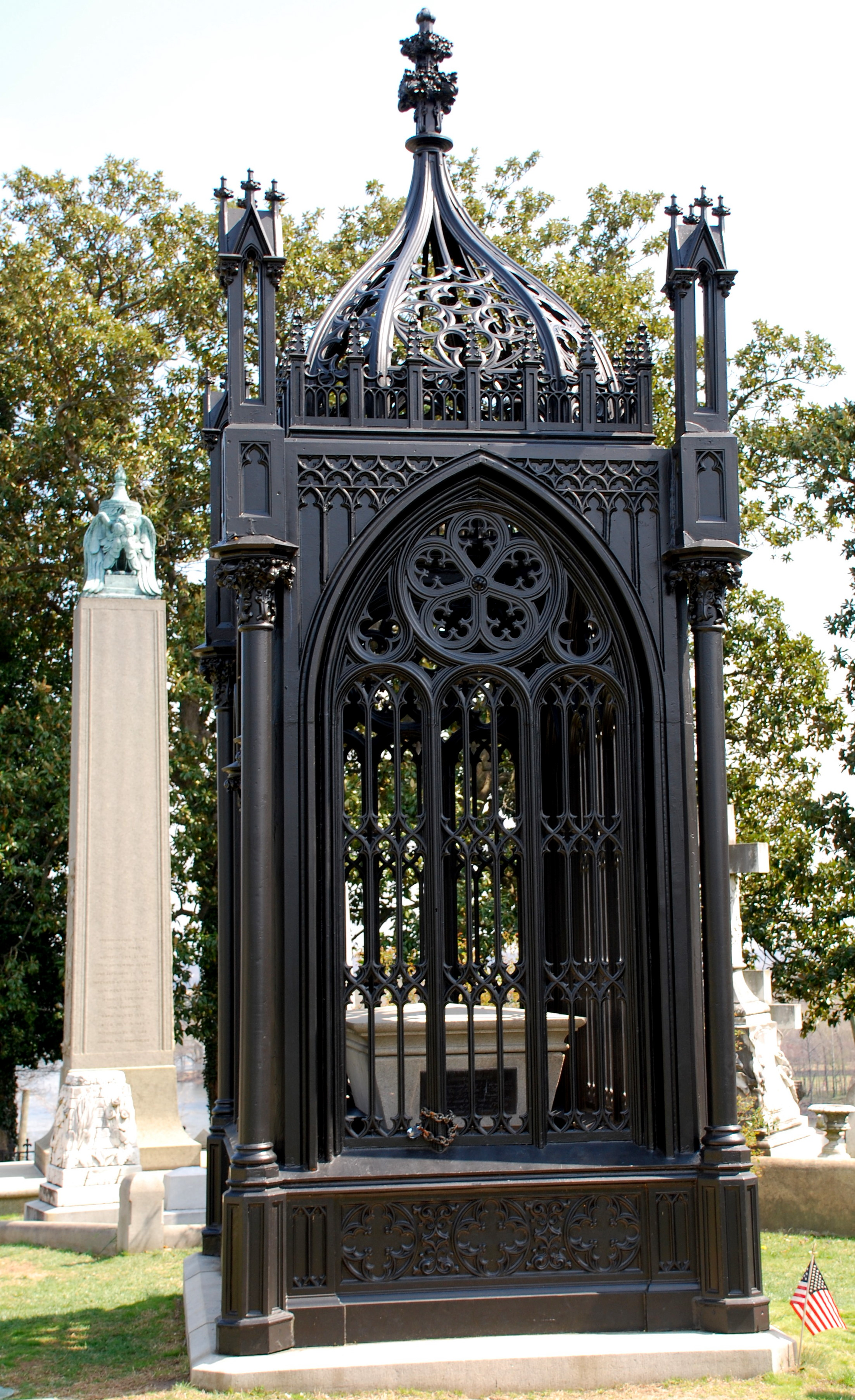
Monroe's grave at Hollywood Cemetery. John Tyler's grave is visible in the background.

- Hunter McGuire (1835–1900), médecin de l'armée confédéré qui a amputé le bras du général Thomas J. "Stonewall" Jackson après le tir fratricide de soldats confédérés à Chancellorsville. (Malgré les efforts de McGuire, Jackson meurt plus tard d'une pneumonie.) Après la guerre, McGuire fonde le Virginia College of Medicine, et est président de l'Association médicale américaine.
- Angus William McDonald (1799–1864), officier américain et avocat de l'État de Virginia et colonel de la Confederate States Army
- Walter Scott McNeill (1875–1930), professeur de droit
- David Gregg McIntosh (1836-1916), avocat, officier confédéré
- John Marshall (1823–1862), rédacteur en chef du Jackson Mississippian and Austin Star-Gazette. Nommé Colonel dans la Texas Volunteer Infantry pendant la guerre de Sécession, i est tué au combat lors de la bataille de Gaines Mill.
- John Young Mason (1799–1859), sécrétaire des États-Unis de la marine (1844–1845, 1846–1849), procureur général des États-Unis (1845–1846).
- Matthew Fontaine Maury (1806–1873), océanographe, scientifique, auteur et éducateur. Premier surintendant de l'U.S. Navy Observatory.
- William Mayo (ca. 1685–1744), ingénieur civil colonial
- David J. Mays (1896–1971) auteur et avocat
- Robert Merhige (1919-2005), juge fédéral
- John Lucas Miller (1831-1864), procureur, colonel confédéré
- Polk Miller (1844–1913), pharmacien et musicien.
- Willis Dance Miller (1893–1960), Justice, cour suprême d'appel de Virginie (1947–1960).
- John K. Mitchell (1811–1889), commodore de la marine confédéré pendant la guerre de Sécession, voir USS Alpha (1864)
- James Monroe (1758–1831), cinquième président des États-Unis
- Elizabeth Kortright Monroe (1768–1830), première dame des États-Unis, épouse de James Monroe
- Richard Channing Moore (1762–1841), deuxième évêque du diocèse épiscopal de Virginie (1814–1841)
- Samuel P. Moore (1813-1889), médecin général confédéré
- Eileen Bridget McCarthy Mott (1950–2013) active dans le musée des beaux-arts de Virginie, Richmond.
- Mary-Cooke Branch Munford (1865–1938), leader des droits civiques.

## O
- Charles Triplett O'Ferrall (1840–1905), gouverneur de Virginie (1894–1898)
- Robert Ould (1820-1882), procureur, officiel confédéré

## P

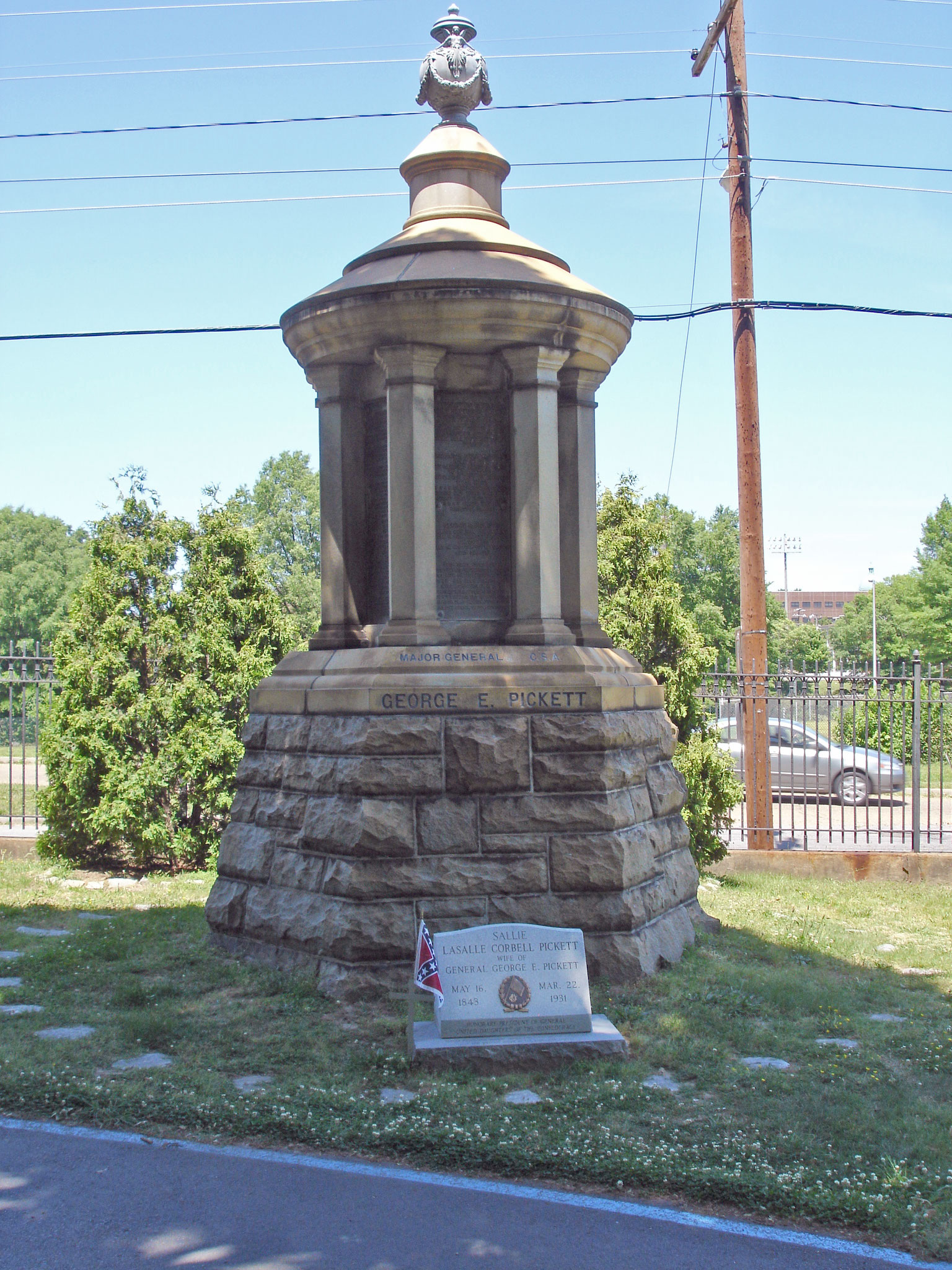
George Pickett's grave

- Emma Gilham Page (1855–1933),épouse de William Nelson Page
- Mann Page (1835–1904) grand maître des maçons de Virginie 1894, soldat de la guerre de Sécession, Co. F. 21st Virginia Infantry
- William Nelson Page (1854–1932), ingénieur civil, industriel ferroviaire, cofondateur du Virginian Railway
- William Henry Palmer (1835-1926), officier confédéré
- Sallie Partington (1834-1907), actrice
- John Pegram (1832–1865), officier de l'US Army, brigadier général confédéré de la guerre de Sécession
- William Ransom Johnson Pegram (1841–1865), officier de l'US Army, colonel confédéré
- Parke D. Pendleton (1932–2010), comédien, expert renommé sur la société de Richmond, comptable
- George Pickett (1825–1875), officier de l'US Army, général confédéré de la guerre de Sécession, a participé à la bataille de Gettysburg
- William Swan Plumer (1802–1880), pasteur presbytérien, éducateur et auteur
- Frederick Gresham Pollard (1918–2003), lieutenant gouverneur de Virginie de 1966 à 1970
- John Garland Pollard (1871–1937), gouverneur de Virginie de 1930 à 1934
- Robert Nelson Pollard (1880–1954), juge, cour du district des États-Unis pour le district de l'Est de la Virginie de 1936 à 1954.
- William Wortham Pool (1842–1922), comptable. Sa tombe funéraire est associée au Richmond Vampire
- John Powell (1882–1963), compositeur, ethnomusicologue et ségrégationniste
- Lewis Franklin Powell, Jr. (1907–1998), cour suprême des États-Unis

## R
- John Randolph (1773–1833), politicien, leader au Congrès de Virginie
- William Francis Rhea (1858–1931), avocat de Virginie, juge, et membre du Congrès des États-Unis
- Dr William Rickman (1731–1783), directeur des hôpitaux pour l'armée continentale de Virginie. Mari dévoué de la fille du président Benjamin Harrison, Miss Elizabeth Harrison.
- Conway Robinson (1805–1884), avocat et juriste.
- Hilton Rufty (1909–1974), pianiste, compositeur, professeur
- Edward H. Russell (1869-1956), premier président du Mary Washington College (maintenant université de Mary Washington)

## S
- Dave Edward Satterfield, Jr. (1894–1946), membre du Congrès des États-Unis 1937–1946.
- Conrad Frederick Sauer (1866–1927), fondateur de la C. F. Sauer Company
- James Benjamin Sclater Jr. (1847–1882), un des fondateurs de la fraternité Pi Kappa Alpha
- Mary Wingfield Scott (1895–1983), conservateur historique
- James Alexander Seddon (1815–1880), membre du Congrès des États-Unis (1845–1851); secrétaire à la Guerre confédéré.
- William Alexander Smith (1828–1888), membre du Congrès des États-Unis de Caroline du Nord (1873–1875).
- William « Extra Billy » Smith (1797–1887), gouverneur à deux reprises de Virginie, général confédéré
- Harold Fleming Snead (1903–1987), Justice, cour suprême de Virginia (1957–1974)
- William E. Starke (1814–1862), général confédéré de la guerre de Sécession tué à la bataille d'Antietam
- Walter Husted Stevens (1827–1867), lieutenant de l'US Army, général confédéré de la guerre de Sécession
- Isaac M. St. John (1827–1880), général confédéré de la guerre de Sécession.
- J. E. B. Stuart (1833–1864), général confédéré de la guerre de Sécession
- Claude Augustus Swanson (1862–1939), gouverneur de Virginie (1906–1910), secrétaire des États-Unis de la marine (1933–1939)

## T

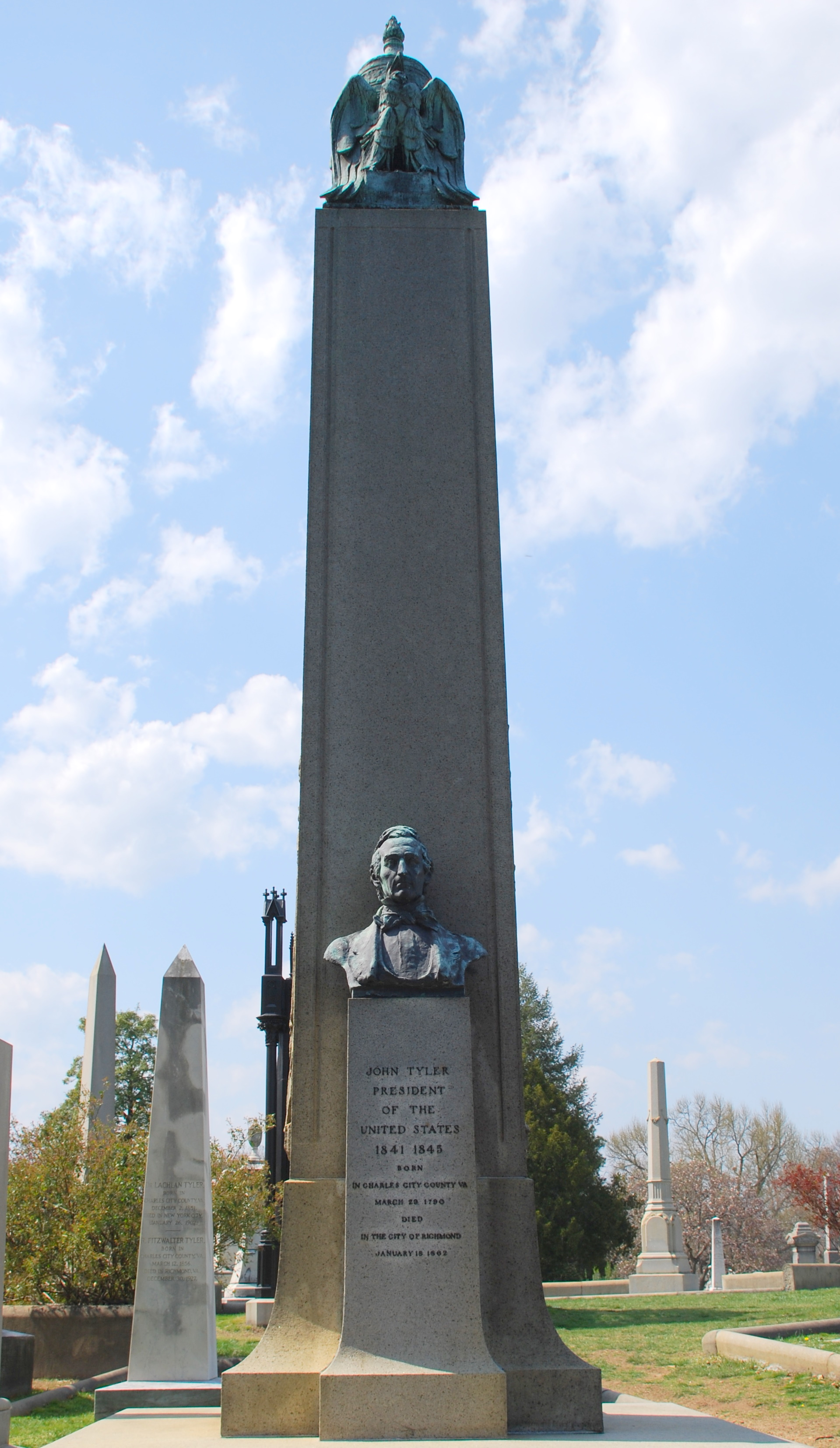
Tyler's grave at Hollywood Cemetery

- John Banister Tabb (1845–1909), poète et prête.
- William R. Terry (1827–1897), général confédéré de la guerre de Sécession
- John Randolph Tucker (1879–1954), avocat et leader des droits civiques.
- Edna Henry Lee Turpin (1867–1952), auteur.
- David Gardiner Tyler (1846–1927), politicien démocrate, membre du Congrès des États-Unis et quatrième fils de John Tyler, le dixième président des États-Unis.
- John Tyler (1790–1862), dixième président des États-Unis, délégué au Congrès provisoire confédéré en 1861, et élu à la chambre des représentants du Congrès confédéré.
- Julia Gardiner Tyler (1820–1889), première dame des États-Unis, épouse de John Tyler.
- Lyon Gardiner Tyler (1853–1935), historien, président du College of William & Mary et septième fils du président John Tyler.

## V
- Edward Valentine (1838–1930), sculpteur

## W
- Edmund Waddill, Jr. (1855–1931), membre du Congrès des États-Unis (1889–1891); juge des États-Unis de la quatrième Circuit Court des appels (1921–1931).
- Reuben Lindsay Walker (1827–1890), général confédéré de la guerre de Sécession
- Alexander Wilbourne Weddell (1876–1948), ambassadeur des États-Unis en Argentine (1933–1939) et en Espagne (1939–1942).
- Beverly R. Wellford (1797–1870), sixième président de l'Association médicale américaine.
- Louis O. Wendenburg (1861–1934), membre du Sénat de Virginie (1912–1920).
- John Baker White (1794–1862), officier, avocat, et clerc de la cour du comté de Hampshire, Virginie (1815–1861).
- Francis McNeece Whittle (1823–1902), évêque du diocèse épiscopal de Virginie (1876–1902).
- John A. Wilcox (1819–1864), membre du Congrès des États-Unis (1851–1853); membre du Congrès confédéré
- Channing Moore Williams (1829–1910), évêque missionnaire du diocèse épiscopal de Chine et du Japon.
- Richard Leroy Williams (1923–2011), juge du district de l'Est de la Virginie (1980–2011).
- George Douglas Wise (1831–1908), membre du Congrès des États-Unis (1881–1895).
- Henry A. Wise (1806–1876), gouverneur de Virginie, général confédéré de la guerre de Sécession
- John Sergeant Wise (1846–1913), membre du Congrès des États-Unis (1883–1885).
- Richard Alsop Wise (1843–1900), membre du Congrès des États-Unis (1897–1901).
- Serge Wolkonsky  (1860-1937), administrateur des théâtres impériaux et critique de théâtre, fils de Mikhail Sergeevich.

## Y
- Thomas Yates